# Zhangwei
Zhangwei (kinesiska: 张维, 张维镇) är en köping i Kina. Den ligger i provinsen Heilongjiang, i den nordöstra delen av landet, omkring 150 kilometer norr om provinshuvudstaden Harbin. Antalet invånare är 33 606. Befolkningen består av 16 576 kvinnor och 17 030 män. Barn under 15 år utgör 12,0 %, vuxna 15-64 år 79 %, och äldre över 65 år 7,0 %.
Genomsnittlig årsnederbörd är 937 millimeter. Den regnigaste månaden är juli, med i genomsnitt 264 mm nederbörd, och den torraste är januari, med 12 mm nederbörd.